# باد فيمبفن
باد ويمبن (بالألمانية: Bad Wimpfen) هي بلدة، الحمامات الطبية، مدينة وبلدة ألمانية تقع في ألمانيا في بادن-فورتمبيرغ. يقدر عدد سكانها بـ 6,911 نسمة .

## المدن التوأمة
مدن Servian وشوبرون هي مدن توأمة لـباد ويمبن.

## معرض صور

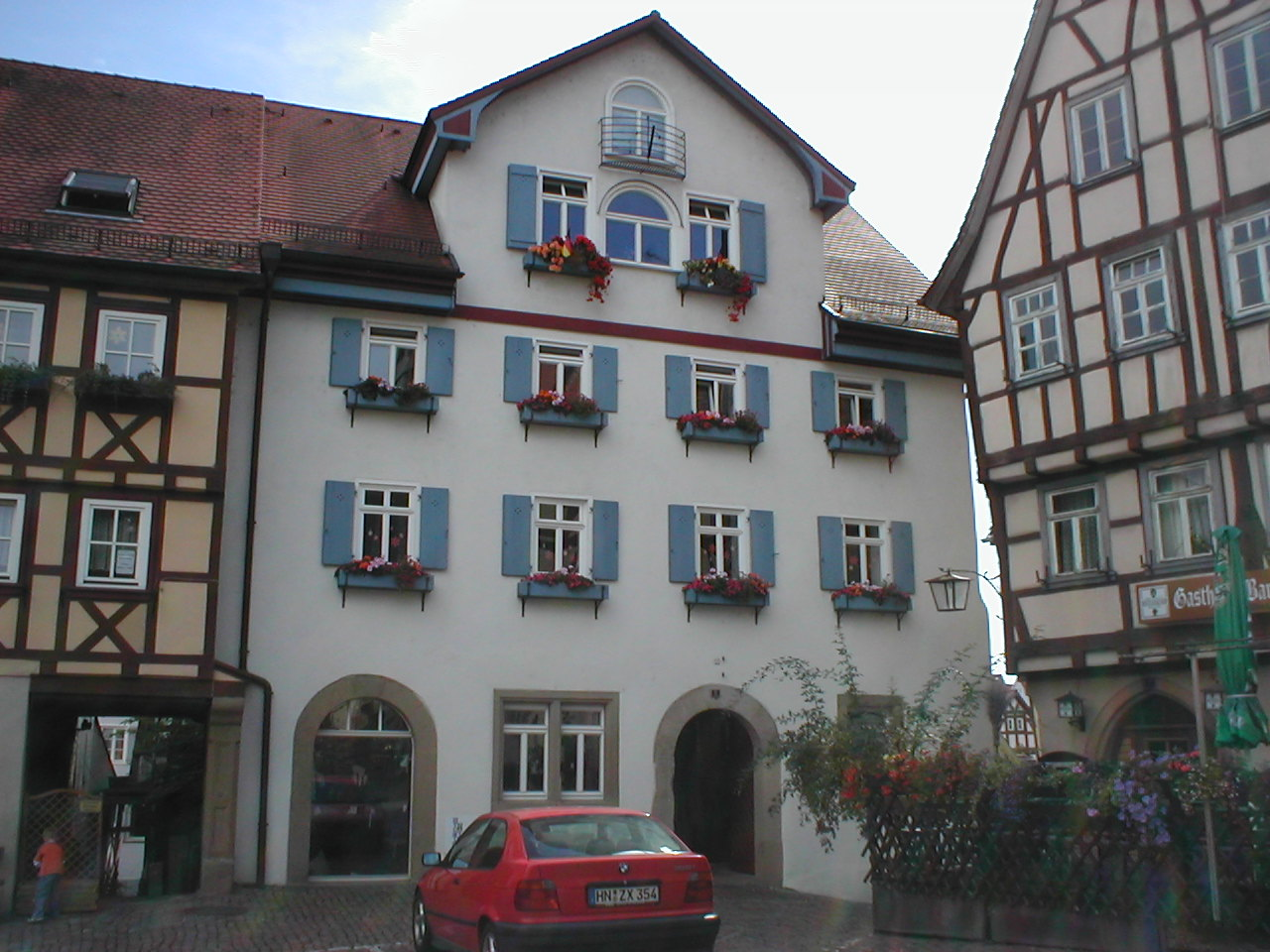
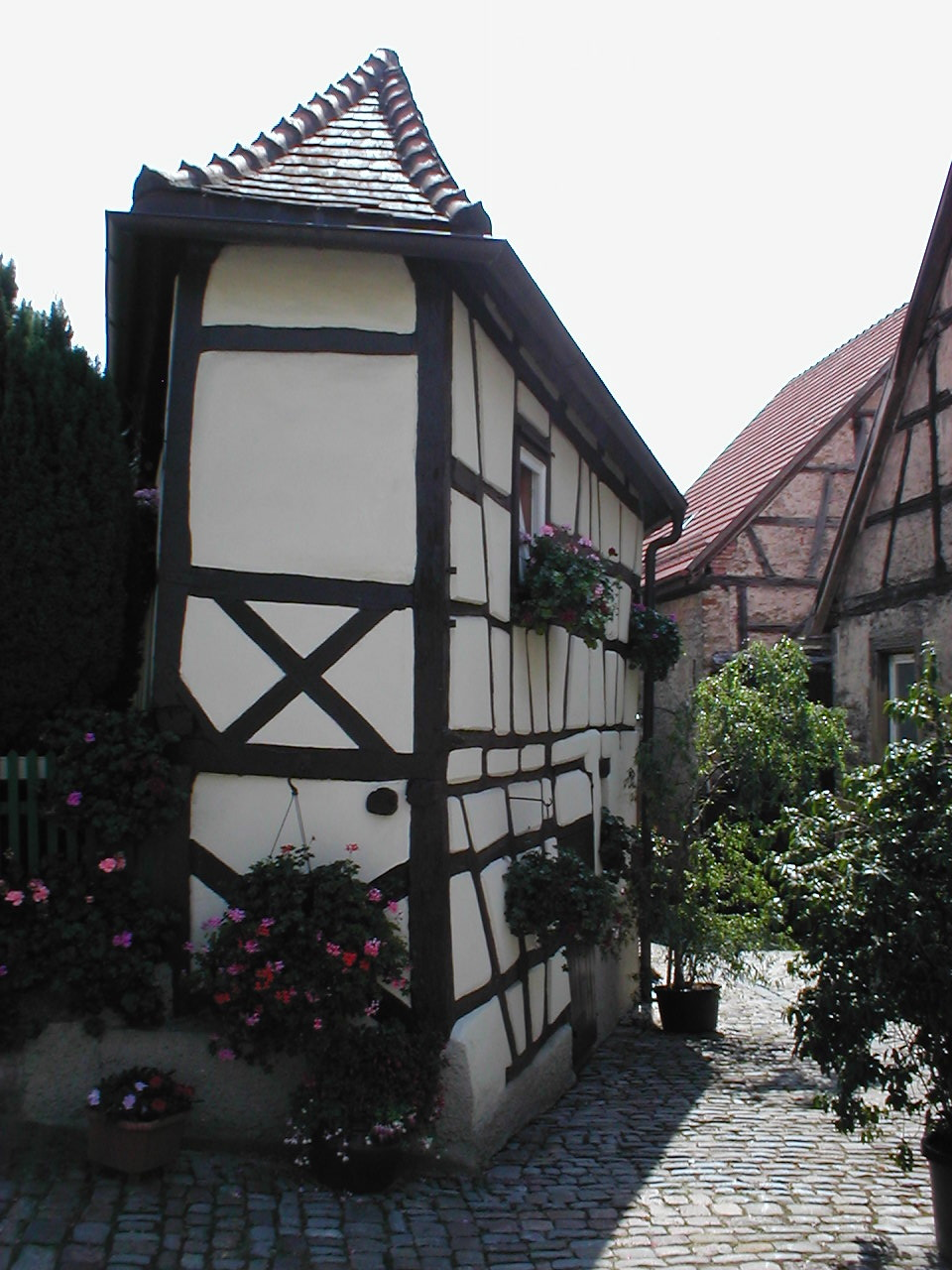
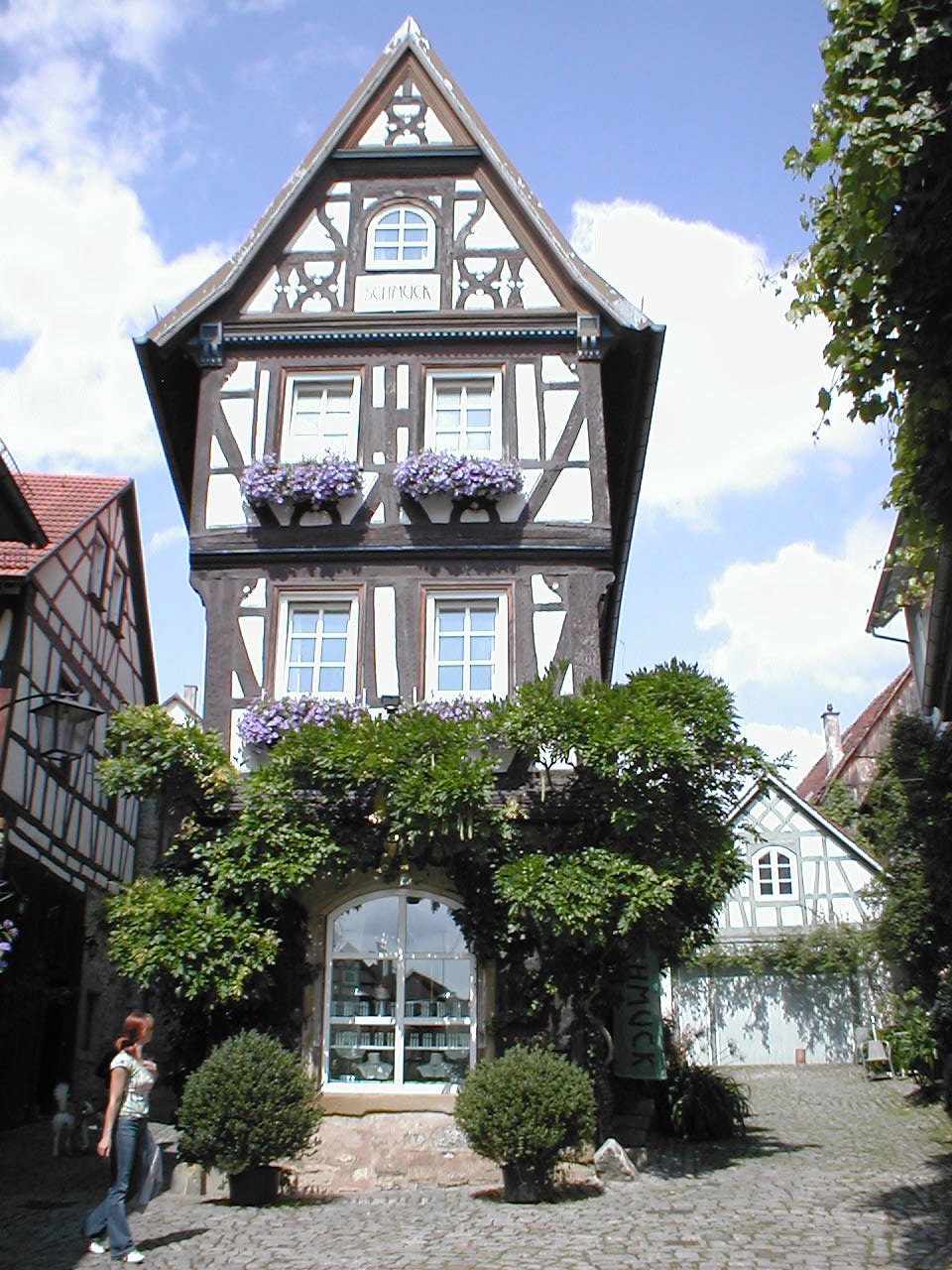
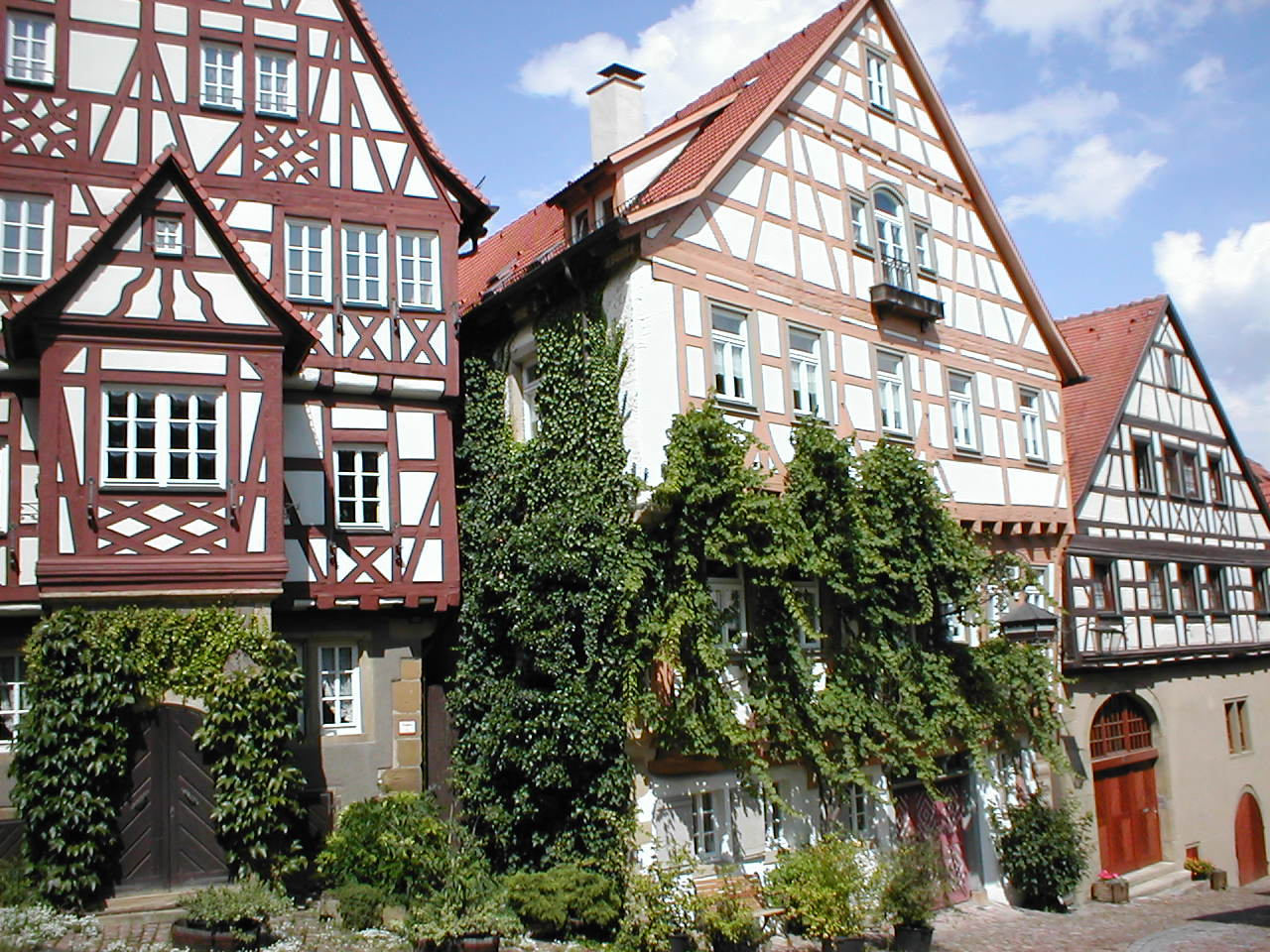